# 유재옥
유재옥(1953년 4월 29일 ~ )는 대한민국의 성우이다. 1976년 EBS에 입사했으며, 현재는 EBS 1기이다. 교육방송 성우극회 소속.

## 주요 출연작품

### 애니메이션
- 내 친구 아서 (EBS) - 토라 할머니
- 빨강머리 앤 (EBS) - 헤티 / 반 호이트 부인
- 샐러리맨 딜버트 (EBS) - 딜버트 엄마